# Азурофильные гранулы
Азурофильные гранулы — вид внутриклеточных цитоплазматических гранул (также известные как «первичные», или «неспецифические»), окрашивающихся азуром при изготовлении гистологических препаратов окраской по Романовскому. Появляются на стадии промиелоцита в процессе гранулопоэза. Встречаются в лейкоцитах, особенно выражены в нейтрофилах.
Нейтрофильные гранулы отличаются гетерогенностью. В зависимости от внутреннего содержания кроме азурофильных гранул в нейтрофилах присутствуют также специфические гранулы и желатиназные гранулы.
В состав азурофильных гранул нейтрофилов входят: лизоцим, миелопероксидаза, фосфолипаза A2, кислые гидролазы, эластаза, катепсин G, протеиназа 3, нейтральные сериновые протеазы, кислые гидролазы, дефензины (30-50 % от состава гранул), бактерицидный повышающий проницаемость белок, катионные анти-микробные белки. Эти ферменты активны преимущественно в кислой среде и обеспечивают внутриклеточное уничтожение микробов.
Азурофильные гранулы — это фактически гранулы, содержащие миелопероксидазу, так как именно благодаря этому ферменту они прокрашиваются азуром. Они также могут быть разделены на дефенсин-обеднённые и дефенсин-обогащённые в зависимости от уровня дефенсина. Миелопероксидаза-негативные гранулы в некоторых случаях делят на три подтипа, однако функциональное значение такой классификации неизвестно.